# Rieko Morita
Rieko Morita (森田 りえ子, Morita Rieko), née en 1955 à Kōbe, est une artiste-peintre japonaise.
Elle a étudié la peinture traditionnelle japonaise (nihonga) à l'Université Municipale des Beaux-Arts de Kyoto jusqu'en 1980.
Elle a remporté le Grand Prix Ryūshi Kawabata en 1986.